# Ghirlandă

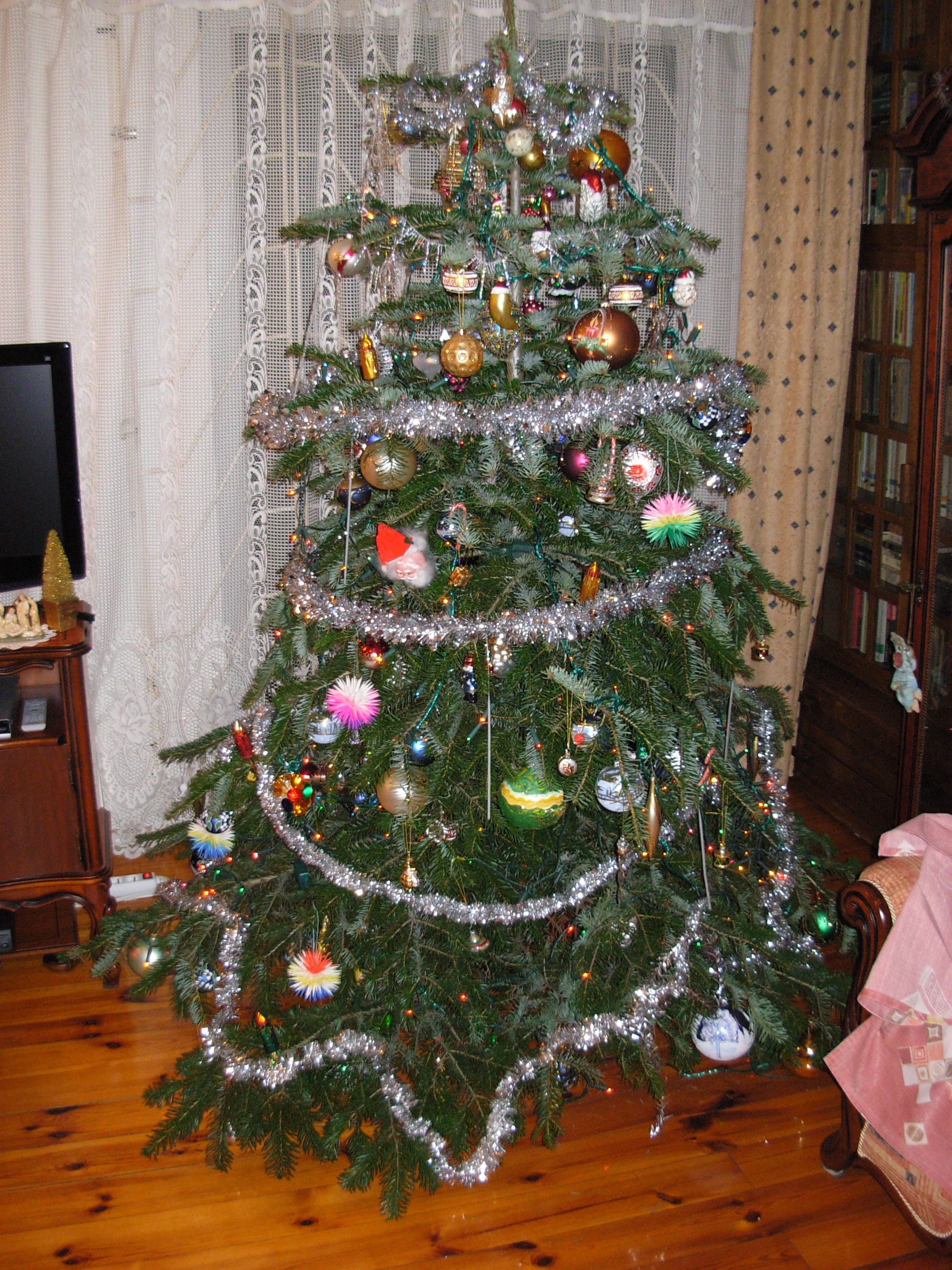
Ghirlandă răsucită spiralat în jurul unui pom de Crăciun

Ghirlanda este o împletitură decorativă, un nod sau o coroană de flori, frunze sau alt material, natural sau artificial. Ghirlandele pot fi purtate pe cap sau în jurul gâtului, atârnate de un obiect neînsuflețit sau așezate într-un loc de importanță culturală sau religioasă.

## Etimologie
Cuvântul din limba română provine cel mai probabil din limba franceză – guirlande sau din limba italiană – ghirlanda, în ambele limbi de referință având același sens, o împletitură.

## Referiri

### În literatura engleză

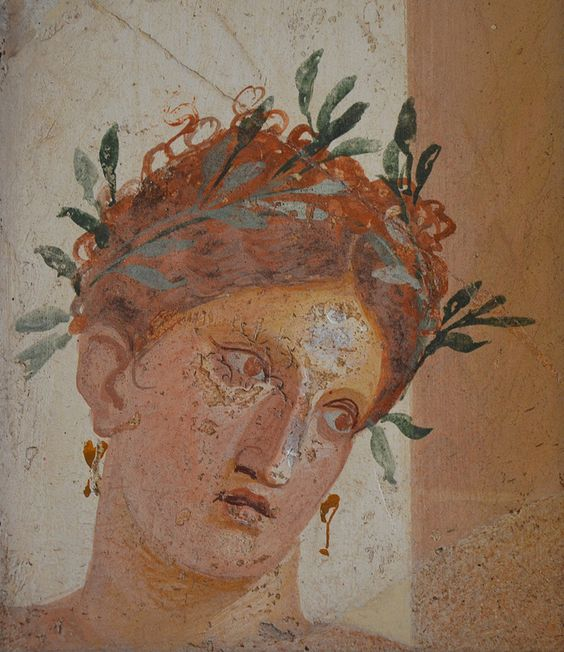
Frescă romană înfățișând capul unei femei cu păr roșu (din orașul Herculaneum) purtând o ghirlandă de frunze de măslin cu măsline. Realizarea frescei trebuie datată cândva înainte de distrugerea orașului de către erupția Vezuviului din anul 79 (care a distrus, de asemenea, și orașul Pompeii).

- Ghirlandele apar în numeroase poeme ale literaturii engleze, incluzând „La Belle Dame sans Merci” de John Keats.
- În cartea pentru copii din 1906, intitulată The Railway Children - Copiii căii ferate, autoarea Edith Nesbit utilizează ghirlanda ca metaforă a prieteniei, „Lăsați ghirlanda prieteniei să fie mereu verde” (conform originalului din limba engleză, "Let the garland of friendship be ever green.")[2]